# DARES
Dutch Amateur Radio Emergency Service (DARES) is een vrijwilligersorganisatie bestaande uit gelicenseerde radiozendamateurs en geregistreerde luisteramateurs die zich ten doel gesteld hebben inzetbaar te zijn en ondersteuning te bieden aan professionele hulpdiensten bij de bestrijding van rampen en calamiteiten.
Medio 2016 heeft DARES ruim driehonderdzeventig deelnemers.

## Doelstelling
De nadruk ligt op het opzetten en onderhouden van radioverbindingen.
In het verleden hebben radiozendamateurs wereldwijd een rol gespeeld bij het ontwikkelen en in stand houden van verbindingsnetwerken onder oorlogs- en rampomstandigheden. Zo hebben bij de terroristische aanslagen op 11 september 2001 in Amerika zendamateurs de eerste dagen vrijwel al het radioverkeer geregeld van en naar het rampgebied, maar ook tijdens de tsunami en de orkaan Katrina waren zendamateurs van groot belang.
Dichter bij huis kennen we bijvoorbeeld de inzet bij de watersnood van 1953.
Met eenvoudige apparatuur en eenvoudige antennes bleken de zendamateurs als individu keer op keer in staat om over grote afstanden belangrijke informatie te verzenden.

## Erkenning
DARES wordt gesteund door de landelijke verenigingen voor radiozendamateurs VRZA en VERON en is erkend door het ministerie van Binnenlandse Zaken en Koninkrijksrelaties.

## Soorten stations
Binnen de stichting DARES zijn er verschillende stations, die voor lokale, regionale, landelijke en/of internationale communicatie worden gebruikt. Afhankelijk van het station wordt HF, VHF en/of UHF gebruikt.

### DLCC
Het DARES Landelijk Communicatie Centrum (DLCC) is te herkennen aan de roepletters PI9D. Het DLCC is in staat zowel landelijk als wereldwijd via de radio te communiceren. Dit station wordt dan ook gebruikt voor communicatie met calamiteiten die in een ander land plaatsvinden. Vanuit het DLCC wordt er ook verbinding gemaakt met het DRCC. 

### DRCC
De DARES Regionale Communicatie Centra (DRCC) hebben de roepletters PI9DA tot PI9DZ, met uitzondering van PI9DD die niet wordt toegewezen, om verwarring te voorkomen met de roepletters PI9D van het DLCC. Het DRCC wordt geleid door een DARES veiligheidsregio. Verschillende DARES veiligheidsregio's hebben zo een eigen PI9Dx roepnaam toegewezen gekregen door het DARES bestuur. Het DRCC staat over het algemeen in contact met veldstations en het DLCC.

### Veldstations
Veldstations zijn stations die over het algemeen bestaan uit 2 of meer DARES deelnemers (waaronder 1 met een amateurregistratie bij het Agentschap Telecom en DARES gecertificeerd), die de roepnaam gebruiken van de radioamateur met de suffix /D, bijvoorbeeld PA0ABC/D. DARES veldstations worden ingezet op plaatsen die een DRCC hen toewijst. 

### Netcontrol
Netcontrol kan zowel een DRCC als een individuele DARES deelnemer zijn. Als er na een DARES alarmering nog geen DRCC in de lucht is op de desbetreffende regiofrequentie, neemt de eerste DARES deelnemer de taak van Netcontrol op zich, totdat het DRCC in de lucht is en dit kan overnemen.
Netcontrol oefent de taak uit alle DARES deelnemers/(veld)stations in te melden, en de communicatie ordelijk te laten verlopen.

## Frequenties
De volgende frequenties zijn de inter- en nationale Emergency Communication (Emcomm) frequenties:
| Band               | Frequentie   |
| ------------------ | ------------ |
| 80m Nationaal      | 3.670 kHz.   |
| 80m Internationaal | 3.760 kHz.   |
| 40m Internationaal | 7.110 kHz.   |
| 20m Internationaal | 14.300 kHz.  |
| 2m Nationaal       | 145.500 kHz. |
| 70cm Nationaal     | 433.500.kHz. |

Experimenteel wordt ook gebruik gemaakt van digitale radio. Dit vindt plaats via het DMR Brandmeister netwerk op Talkgroup 204911 (tijdslot 2). 
Teneinde onderlinge storing tussen DARES regio's te voorkomen is er een DARES frequentieplan opgesteld. Deze worden gebruikt voor lokaal verkeer binnen een regio. Dit plan is op de landelijke website te vinden.